# Steve Lovell (calciatore 1960)
Steve Lovell (Swansea, 25 maggio 1960) è un allenatore di calcio ed ex calciatore gallese, di ruolo attaccante.

## Carriera

### Giocatore

#### Club
Tra il 1976 ed il 1979 gioca nelle giovanili del Crystal Palace; successivamente nel 1979 viene ceduto in prestito ai Memphis Rogues, club della NASL, con il quale all'età di 19 anni esordisce tra i professionisti, giocando 18 partite in tale torneo; successivamente nei primi mesi della stagione 1979-1980 gioca in prestito allo Stockport County, con cui disputa 12 incontri nella quarta divisione inglese. Torna quindi al Crystal Palace, in prima divisione, dove nella seconda parte della stagione 1979-1980 non gioca però nessun incontro ufficiale. Nella stagione 1980-1981 segna invece 2 reti in 25 presenze nella prima divisione inglese con i Glazers, che a fine anno retrocedono però in seconda divisione, categoria nella quale Lovell nel biennio 1981-1983 realizza una rete in complessive 59 partite di campionato giocate. Nel 1983 si trasferisce poi al Millwall, e proprio durante la sua permanenza ai Lions viene avanzato in attacco (in precedenza era un centrocampista); in particolare, trascorre quattro stagioni nel club londinese, tra il 1983 ed il 1987 (in terza divisione dal 1983 al 1985 ed in seconda divisione nel biennio successivo), segnando in totale 43 reti in 146 partite di campionato; nel 1987 trascorre inoltre un breve periodo in prestito ai gallesi dello Swansea City, con cui realizza una rete in 2 presenze in terza divisione.
Nell'estate del 1987 viene ceduto al Gillingham, club di terza divisione, con cui rimane in squadra per complessive cinque stagioni consecutive (ovvero fino al termine della stagione 1991-1992) segnando con grande regolarità, per un totale di 233 presenze e 94 reti in incontri di campionato (in particolare, tra il 1987 ed il 1989 gioca in terza divisione, mentre nel triennio successivo è in quarta divisione); nel 1992 gioca inoltre in prestito per un breve periodo al Bournemouth, con cui disputa 2 partite in terza divisione: ad eccezione di una partita in quarta divisione con il Barnet nel 1994, sono anche le sue ultime presenze nei campionati della Football League; gioca comunque in realtà per ulteriori nove stagioni (fino al 2001, all'età di 41 anni) in vari club semiprofessionistici inglesi, in alcuni dei quali è contemporaneamente anche allenatore, ruolo con cui rimane nel mondo del calcio anche al termine della sua carriera da giocatore.
In carriera ha totalizzato complessivamente 470 presenze e 141 reti nei campionati della Football League.

#### Nazionale
Tra il 1981 ed il 1986 ha segnato un gol in complessive 6 presenze con la nazionale gallese.

### Allenatore
Le sue prime esperienze da allenatore arrivano come detto durante i suoi ultimi anni da giocatore: siede in particolare sulle panchine di Sittingbourne e Gravesend & Northfleet; il primo club in cui è unicamente allenatore è l'Hastings Utd, che allena nella stagione 203-2004. Successivamente fa ritorno al Sittingbourne, per poi dal 2007 al 2010 allenare l'Ashford Town. Nel dicembre del 2014, dopo alcuni anni di inattività, diventa insieme a  Andy Hessenthaler, Darren Hare e Mark Patterson allenatore ad interim del Gillingham, in quarta divisione, mantenendo l'incarico fino al febbraio del 2015, quando i quattro vengono sostituiti da Justin Edinburgh, alle cui dipendenze Lovell rimane peraltro come vice allenatore fino al 2016. Inizia poi la stagione 2016-2017 come vice allenatore dei londinesi del Bromley, salvo poi nel gennaio del 2017 dimettersi per tornare a ricoprire un ruolo analogo al Gillingham, dove rimane fino al termine della stagione 2018-2019 (servendo tra l'altro nuovamente come allenatore ad interim nella parte finale della stagione stessa). Nel 2020 è invece per alcuni mesi dirigente dell'Ebbsfleet Utd, salvo poi lasciare il club per tornare ad allenare, precisamente al Welling Utd, in National League South (sesta divisione), dal 13 gennaio 2021 al 21 settembre dello stesso anno, quando si dimette dall'incarico (dopo un totale di sole 9 partite allenate, anche a causa delle varie interruzioni dei campionati per via della pandemia di Covid-19). Nel gennaio del 2022 fa poi nuovamente ritorno al Gillingham, dove per alcune settimane lavora come allenatore ad interim. Nella stagione 2022-2023 allena il Ramsgate, in Isthmian League (settima divisione).

## Palmarès

### Giocatore

#### Competizioni giovanili
- FA Youth Cup: 2

Crystal Palace: 1976-1977, 1977-1978

#### Competizioni nazionali
- Football League Trophy: 1

Millwall: 1982-1983
- FA Vase: 1

Dale Town: 1999-2000
- Southern Football League Southern Division: 1

Sittingbourne: 1995-1996

#### Competizioni regionali
- Southern Football League Cup: 1

Hastings United: 1994-1995

### Allenatore

#### Competizioni nazionali
- Southern Football League Southern Division: 1

Sittingbourne: 1995-1996